# یاور جمالوف
یاور جمالوف طالب اوغلو (ترکی آذربایجانی: Yavər Camalov Talıb oğlu؛ ۱۷ اکتبر ۱۹۴۹–۲۳ ژوئن ۲۰۱۸) یک سیاستمدار جمهوری آذربایجان بود که به عنوان نخستین وزارت صنایع دفاع جمهوری آذربایجان فعالیت داشت.

## اوایل زندگی
جمالوف در ۱۷ اکتبر سال ۱۹۴۹ در روستای چول بشدالی از توابع شهرستان صابرآباد در جمهوری آذربایجان متولد شد. در سال‌های ۲۰۰۳–۲۰۰۶، وی به عنوان مدیر شرکت تولیدی ازنفت کار کرد. در سالهای ۱۹۶۷–۱۹۷۲ در موسسه نفت و شیمی آذربایجان تحصیل کرد.

## زندگی سیاسی
در مارس ۲۰۰۶، وی توسط رئیس‌جمهور الهام علی‌اف رئیس وزیر دفاع منصوب شد. این وزارتخانه در ۱۶ دسامبر ۲۰۰۵ بر اساس کمیته ویژه ساخت و حفاظت ماشین آلات ویژه کشور تأسیس شد. از زمان تصدی این مقام، جمالوف پتانسیل نظامی جمهوری آذربایجان را افزایش داده‌است تا تولید داخلی اسلحه و اسلحه را افزایش داده و با بیش از ۶۰ شرکت در ۲۰ کشور همکاری کند. جمهوری آذربایجان هر دو سال در نمایشگاه نیروهای عملیاتی ویژه بازاریابی تولیدی از جمهوری آذربایجان شرکت می‌کند.

## جوایز
در ۱۶ اکتبر ۲۰۰۹ جمالف به دلیل خدمات خود در توسعه اقتصادی کشور، توسط رئیس‌جمهور علی اف به مقام شهرت اعطا شد.